# Marinko
Marinko je moško osebno ime in priimek.

## Izvor imena
Ime Marinko je izpeljanka na -ko iz imena Marin, Marino ali pa  izpeljanka iz ženskega imena Marija.

## Različice imena
- moške različice imena: Marij, Marijo, Marin, Marino, Mario, Marjo
- ženska različica imena: Marinka

## Pogostost imena
Po podatkih Statističnega urada Republike Slovenije je bilo na dan 31. decembra 2007 v Sloveniji število moških oseb z imenom Marinko: 256.

## Osebni praznik
V koledarju je ime Marinko uvrščeno k imenu Marin.

## Priimek Marinko
Iz imena Marinko je nastal tudi priimek, ki ga je po podatkih SURSa na dan 31. decembra 2007 nosilo 465 oseb, na dan 1. januar 2010 pa 466 oseb.